# اووه دورین
اووه دورین (انگلیسی: Uwe Dühring؛ زادهٔ ۲۳ نوامبر ۱۹۵۵) قایقران روئینگ اهل آلمان بود.
وی در مسابقات کشوری و بین‌المللی در مجموع برندهٔ ۲ مدال طلا شده‌است.